# Вишхафен
Вишхафен (њем. Wischhafen) општина је у њемачкој савезној држави Доња Саксонија. Једно је од 40 општинских средишта округа Штаде. Према процјени из 2010. у општини је живјело 3.052 становника. Посједује регионалну шифру (AGS) 3359040.

## Географски и демографски подаци
Вишхафен се налази у савезној држави Доња Саксонија у округу Штаде. Општина се налази на надморској висини од 1 метара. Површина општине износи 33,7 km². У самом мјесту је, према процјени из 2010. године, живјело 3.052 становника. Просјечна густина становништва износи 91 становника/km².